# Immortal (album de Tim Dog)
Pour les articles homonymes, voir Immortal (homonymie).
Albums de Tim Dog
Big Time
(1996) BX Warrior
(2006)
Immortal est le troisième album studio de Tim Dog, sorti en 2003.

## Liste des titres
| No  | Titre                                                      | Durée |
| --- | ---------------------------------------------------------- | ----- |
| 1.  | Intro                                                      | 2:48  |
| 2.  | Dog Shit                                                   | 4:48  |
| 3.  | You Don't Know Me                                          | 3:13  |
| 4.  | Hustluz (featuring Mo Bline, Max-Lux et Rhymestein)        | 4:22  |
| 5.  | The Professional                                           | 2:22  |
| 6.  | Bring It                                                   | 2:51  |
| 7.  | Ain't It Funny (featuring Max-Lux, Mo Bline, Tah et Tweet) | 5:01  |
| 8.  | Makin' Love (featuring Tah)                                | 3:16  |
| 9.  | Make It Last (featuring Mo Bline et Max-Lux)               | 3:22  |
| 10. | Can I Live                                                 | 2:29  |
| 11. | Get Out da' Life (featuring Rika)                          | 5:28  |
| 12. | Sun Don't Shine (featuring Mo Bline)                       | 4:19  |
| 13. | Pop Life                                                   | 2:43  |
| 14. | We Can Grow (featuring Max-Lux et Khalila)                 | 5:11  |
| 15. | Immortal (featuring Tah)                                   | 2:40  |